# Scott Davis (Radsportler)
Scott Davis (* 22. April 1979 in Bundaberg, Australien) ist ein ehemaliger australischer Radrennfahrer.

## Karriere
Davis wurde 1997 mit seinen australischen Nationalmannschaftskollegen Brett Lancaster, Michael Rogers und Graeme Brown Juniorenweltmeister in der Mannschaftsverfolgung.
Im Jahr 1999 gewann er eine Etappe der Tasmanien-Rundfahrt. Nachdem er am Ende der Saison 2000 fuhr Davis als Stagiaire beim Mercury Cycling Team, erhielt er 2003 seinen ersten regulären Vertrag bei einem internationalen Radsportteam, der italienischen Mannschaft Panaria-Fiordo, für das er den Giro d’Italia 2003 bestritt, auf der 18. Etappe das Rennen jedoch wegen Überschreiten der Karenzzeit beenden musste. 2004 erreichte Davis als 90. der Gesamtwertung das Ziel in Mailand.
Nach einer Saison beim italienisch-irischen Professional Continental Team Tenax-Salmilano, schloss er sich 2005 dem deutschen ProTeam T-Mobile, dem späteren Team Columbia-Highroad. Auf dem ersten Abschnitt der Kalifornien-Rundfahrt belegte er den zweiten Platz. Er startete als Helfer für Jan Ullrich beim Giro d’Italia 2006, den er als 65. der Gesamtwertung beendete. Im selben Jahr belegte er bei der Vuelta a España Platz 91. Im Jahr darauf belegte er bei der Vuelta Platz 77.
2009 wechselte Davis zum australischen Professional Continental Team Fly V Australia, für das er bei der australischen Tour of Gippsland den achten Abschnitt gewann. Ein Jahr darauf wurde Davis zusammen mit seinem Bruder Allan vom Pro Team Astana, verpflichtet, bestritt jedoch keine Grand Tour mehr und gewann auch keine internationalen Rennen.
Nach Ablauf der Saison 2010 erklärte Scott Davis seinen Rücktritt vom aktiven Radsport und bestritt beim Bahnrennen 4BU Cycling Spectacular Bundy Cup on Wheels seinen letzten Wettbewerb. Anschließend wurde er Sportlicher Leiter bei einem kleineren australischen Team.

## Erfolge
1997

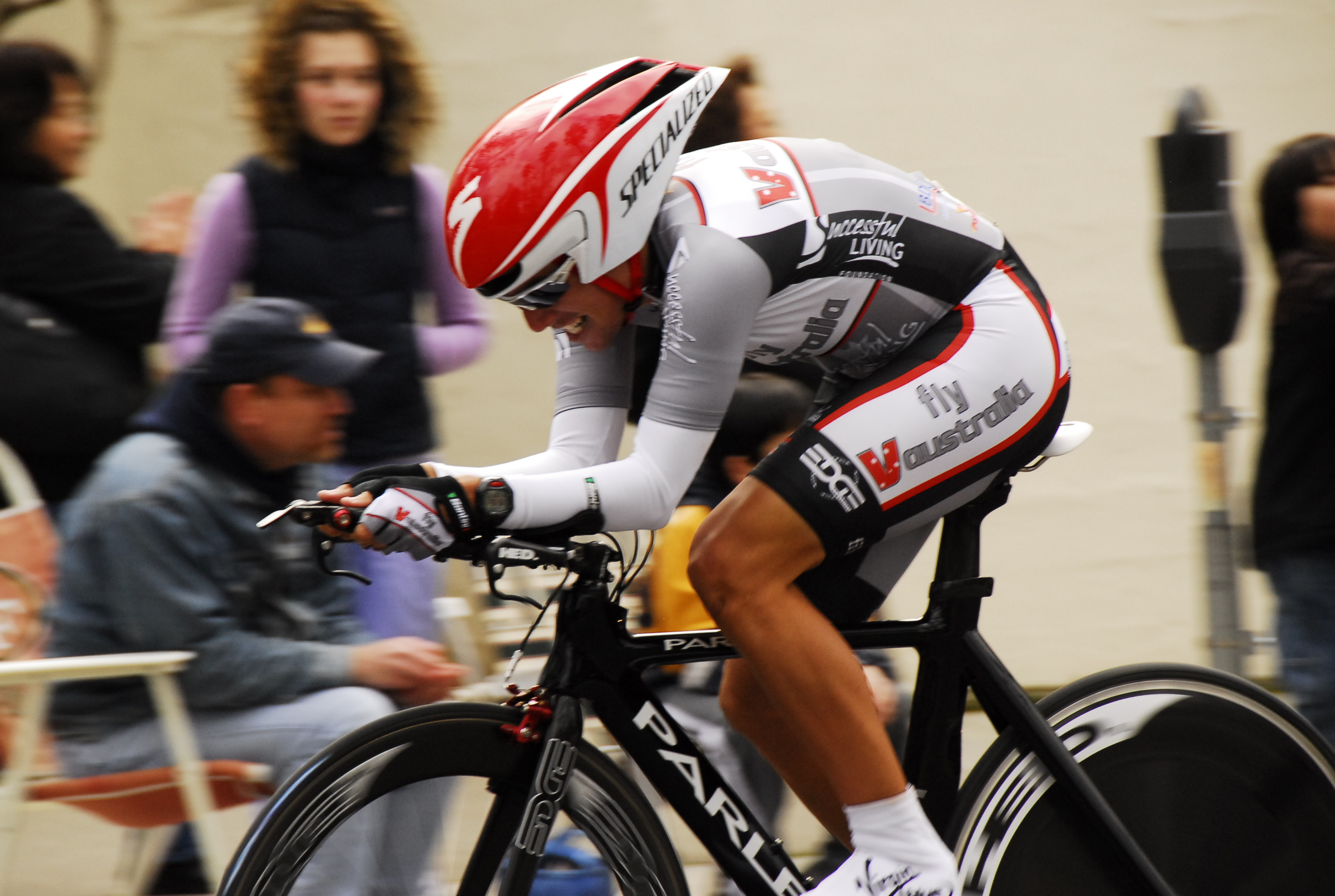
Davis bei der Tour of California 2009

- UEC-Bahn-Weltmeisterschaften der Junioren – Mannschaftsverfolgung (mit Brett Lancaster, Graeme Brown und Michael Rogers)

1999
- eine Etappe Tasmanien-Rundfahrt

2009
- eine Etappe Tour of Gippsland

## Grand-Tour-Platzierungen
| Grand Tour            | 2003 | 2004 | 2005 | 2006 | 2007 |
| --------------------- | ---- | ---- | ---- | ---- | ---- |
| Giro d’ItaliaGiro     | DNF  | 90   | –    | 65   | –    |
| Tour de FranceTour    | –    | –    | –    | –    | –    |
| Vuelta a EspañaVuelta | –    | –    | –    | 91   | 77   |